# Tetsugyū Dōki
Tetsugyū Dōki (jap. 鉄牛 道機; ur. 25 sierpnia 1628, zm. 2 października 1700) – japoński mistrz zen szkoły ōbaku.

## Życiorys
Urodził się w ówczesnej prowincji Nagato, zwanej także Chōshū, usytuowanej na zachodnim krańcu wyspy Honsiu (obecna prefektura Yamaguchi). Ojciec pochodził z rodziny Masuda, a matka - z rodziny Nagatomi. Rodzina zbiedniała, gdy ogień strawił ich dom, gdy chłopiec miał 7 lat. Cała rodzina przeniosła się wówczas do Tottori Inaba, gdzie zamieszkali w domu rodziny matki.
Od 11 roku życia chłopiec otrzymywał wykształcenie klasztorne. W wieku 15 lat wziął udział w ceremonii tonsurowej (postrzyżyn). Pod koniec okresu bycia nastolatkiem przeszedł przez poważne problemy z oczami, spowodowane prawdopodobnie nieustannym czytaniem sutr. Przez okres trzech lat był częściowo niewidomy.
Po odzyskaniu zdolności widzenia rozpoczął swoją kilkuletnią pielgrzymkę po klasztorach i świątyniach Japonii. Latem 1648 roku dotarł do klasztoru Myōshin. Słuchał także wykładów buddyjskich wygłaszanych w różnych miejscach Kioto.
Jako obiecujący mnich, zaczął mniej więcej w tym czasie przyciągać patronów. Pomiędzy 1648 a 1654 rokiem otrzymał kilka zaproszeń na stanowisko głównego mnicha w małych świątyniach w rejonie Kioto-Osaka. Ponieważ jednak nie był zadowolony ze swojego poziomu duchowego albo propozycje odrzucał, albo szybko rezygnował ze stanowiska.
Tetsugyū pragnął praktykować u mistrza chan Yinyuana Longqi, jednak jego przełożeni z Myōshin-ji nie wyrażali na to zgody; otrzymał odmowę w 1654 roku, gdy chciał się udać do Nagasaki. Później odmówiono mu także prawa do spotkania z Mu’anem Xingtao w Fukusai-ji (福済寺). W 1655 roku udało mu się jednak dostać do klasztoru Zenrin w Nagasaki. Wtedy kilka razy spotkał się z Yinyuanem, który pod koniec tego samego roku opuścił Nagasaki i udał się do Fumon-ji. Sfrustrowany odmową spotkania się z Mu’anem, Tetsugyū zdecydował się na powrót do Kioto. Wtedy to patroni Myōshin-ji zainterweniowali w jego sprawie i wkrótce był on w stanie spotkać się z Mu’anem. Mistrz Mu’an szybko wyznaczył go do pełnienia funkcji jisha (asystenta opata). Następnie wziął udział w zimowym odosobnieniu prowadzonym przez mistrza Jifeia Ruyi w Sōfuku-ji.
Wówczas jeszcze praktyka pod kierunkiem mistrzów szkoły ōbaku nie powodowała żadnych konsekwencji, gdyż szkoła ta nie uzyskała jeszcze niezależności instytucjonalnej i sporo było niejasności. Np. jeszcze 1659 roku Tetsugyū awansował w hierarchii Myōshin-ji. Jednak jego zaangażowanie w nowy ruch zen pogłębiało się. Regularnie odwiedzał mistrzów ōbaku w Fumon-ji, a później także i w Manpuku-ji. Brał udział w letnich i zimowych odosobnieniach i związanych z nimi rytualnych wydarzeniach. Stopniowo zaczęła narastać wrogość pomiędzy Myōshin-ji a szkołą ōbaku, szczególnie po otwarciu Manpuku-ji. W 1664 roku Tetsugyū podjął decyzję i przeszedł do nowej szkoły, co zostało formalnie przeprowadzone jesienią tego roku. Przyjął wtedy wskazania od Mu’ana, drugiego opata Manpuku-ji, na drugiej ceremonii ordynacyjnej (sandan kaie) w tym klasztorze.
W 1666 roku 39-letni Tetsugyū w czasie zimowego odosobnienia osiągnął satori (chiń. wu, sin.-jap. go), w chwili, gdy usłyszał dzwon świątynny o godzinie 6 rano. Napisał wiersz wyrażający jego doświadczenie i Mu’an wezwał go do Manpuku-ji po potwierdzenie oświecenia. Po sprawdzeniu jego rozumienia otrzymał najpierw miotełkę (chiń. fuzi, jap. hossu) i tym samym w 1667 roku został pierwszym spadkobiercą Dharmy mistrza Mu’ana. W 1671 roku otrzymał już formalnie szatę mnisią.
W 1675 roku został wyznaczony przez mistrza Mu’ana na drugiego opata klasztoru Zuishō-ji, głównego klasztoru szkoły w Edo. Tym samym był odpowiedzialny za drugą platformę ordynacyjną (jap. kaidan) szkoły po Manpuku-ji
Jako najwyższy rangą mnich szkoły ōbaku w Edo, Tetsugyū musiał od czasu do czasu spotykać się z przedstawicielami bakufu. Był więc wzywany do zamku Edo przez dwóch kolejnych siogunów. W 1676 roku odbył spotkanie z Ietsuną Tokugawą. W okresie kilku miesięcy pomiędzy 1694 a 1695 rokiem wygłosił serię wykładów dla Tsunayoshiego Tokugawy w zamku Edo. Dzięki ich patronatowi założył wiele klasztorów i świątyń, które rozszerzyły finansową podstawę nowej szkoły. Uważa się, że założył lub odbudował co najmniej 20 klasztorów i świątyń.
Tak jak jego nauczyciel Mu’an, Tetsugyū przyczynił się do instytucjonalnego rozwoju szkoły ōbaku, zarówno poprzez rozbudowę podstaw materialnych jak i zasobów ludzkich. W chwili śmierci miał 34 spadkobierców Dharmy. Jest uważany za patriarchę linii chōshō-ha, jednej z najważniejszych linii przekazu szkoły.
Mistrz zen Tetsugyū Dōki zmarł 2 października 1700 roku.

## Linia przekazu Dharmy zen
Pierwsza liczba oznacza liczbę pokoleń mistrzów od 1 Patriarchy indyjskiego Mahakaśjapy.
Druga liczba oznacza liczbę pokoleń od 28/1 Bodhidharmy, 28 Patriarchy Indii i 1 Patriarchy Chin.
Trzecia liczba oznacza początek nowej linii przekazu w danym kraju.
- 68/41 Miyun Yuanwu (1566–1642)
  - 69/42 Feiyin Tongrong (1593–1661)
    - 70/43/1 Yinyuan Longqi (jap. Ingen Ryuki) (1592–1673) 23 spadkobierców Dharmy w tym 3 Japończyków. 1 opat Mampuku-ji
      - 71/44/2 Duzhan Xingrong (1628–1706)
        - 72/45/3 Tengan (bd)

      - 71/44/2 Yiran Xingrong (1601–1668) opat Kōfuku-ji
      - 71/44/2. Dokuhon Shōgen (1618–1689)
      - 71/44/2. Dokuryu Shoeki
      - 71/44/2. Ryōkei Shōsen (1602–1670) 1 spadkobierca Dharmy, opat Shōmyō-ji
        - 72/45/3. Go-Mizunoo (1612–1629) cesarz Japonii
          - 73/46/4. Kaiō Hōkō (1635–1712) opat Shōmyō-ji, linia ta dała później dwóch opatów Mampuku-ji.

      - 71/44/2. Dokushō Shōen (1617–1694)
      - 71/44/2. Jifei Ruyi (jap. Sokuhi Nyoitsu) (1616–1671) opat Fukuku-ji, 5 spadkobierców Dharmy
        - 72/45/3. Hōun Myōdo (bd) 2 opat Fukuku-ji
        - 72/45/3. Qiandai Xing’an (1636–1705) 6 opat Mampuku-ji

      - 71/44/2. Mu’an Xingtao (jap. Mokuan Shōtō) (1611–1684) 46 spadkobierców Dharmy, w tym 43 Japończyków. 2 opat Mampuku-ji
        - 72/45/2. Hakuo Dotai (zm. 1682) opat Daikyu-an
          - 73/46/3. Ryōnen Gensō (1646–1711) mistrzyni zen

        - 72/45/3. Tannen Dōjaku (1629–1679) były mnich szkoły sōtō
        - 72/45/3. Tetsugen Dōkō (1630–1682) nie zostawił spadkobierców
        - 72/45/3. Ichimyō Dōgen (1635–1685)
        - 72/45/3. Tesshin Dōhan (1641–1710) dwukrotny opat Zuishō-ji
        - 72/45/3. Jitsuden Dōkin (1627–1704) 4 opat Zuishō-ji
        - 72/45/3. Tanzan Dōshō (1606–1682)
        - 72/45/3. Tetsugyū Dōki (1628–1700) 34 spadkobierców Dharmy. 2 opat Zuishō-ji[a]
          - 73/46/4. Linia przekazu chōshō-ha

        - 72/45/3. Egoku Dōmyō (1632–1721) 42 spadkobierców Dharmy, 3 opat Zuishō-ji i swojego klasztoru Hōun-ji 
          - 73/46/4. Linia przekazu shōringe

        - 72/45/3. Chōon Dōkai (1628–1695)

      - 71/44/2. Huilin Xingji (1609–1681) 6 japońskich spadkobierców Dharmy. 3 opat Mampuku-ji
        - 72/45/3. Linia przekazu ryūko
        - 72/45/3. Duzhan Xingying (Xingrong) (1628–1706) 39 spadkobierców Dharmy (38 Japończyków). 4 opat Mampuku-ji
          - 73/46/4. Linia przekazu shishirin oraz 3 mniejsze linie
          - 73/46/4. Enzū Dōjō (1643–1704) 17 spadkobierców Dharmy
          - 73/46/4. Sekisō Dōkō (1638–1704
          - 73/46/4. Yuefeng Daozhuang (1655–1734) 8 opat Mampuku-ji

      - 71/44/2. Huimen Rupei (1615–1664) początkowo następca Yinyuana w Chinach; przybył do Nagasaki. 11 spadkobierców Dharmy.
        - 72/45/3. Gaoquan Xingdong[b] (1633–1695) 16 spadkobierców Dharmy. 5 opat Mampuku-ji
          - 73/46/4. Linia przekazu bukkoku-ha